# Lili St-Cyr
Pour les articles homonymes, voir Saint-Cyr.
Lili St-Cyr (ou Lili St. Cyr en anglais), de son vrai nom Marie Frances Van Schaack, née à Minneapolis le 3 juin 1917, et morte à Los Angeles le 29 janvier 1999, est une actrice américaine qui était considérée comme la reine du striptease.

## Biographie
Lili St-Cyr a commencé sa carrière comme fille de club à Las Vegas. À partir de 1944, elle s'installe à Montréal et tient l'affiche de plusieurs cabarets montréalais, mais elle est surtout identifiée au Théâtre Gayety. Elle fera de nombreux séjours à Montréal jusqu'en 1951. Le français Alain Bernardin fonde le Crazy Horse Saloon à Paris en 1951 après avoir vu le spectacle de Lili St-Cyr au Gayety.
La législation, à cette époque, au Canada et aux États-Unis, interdisait aux danseuses de quitter la scène avec moins de vêtements qu'à leur arrivée. Lili St-Cyr a contourné cette loi en concevant un numéro où elle se présentait nue dans sa baignoire pleine de bulles. Son spectacle consistait en un lent rhabillage progressif.
Les membres du clergé du Québec poursuivent Lili St-Cyr au début des années 1950, mais ils n’ont pu condamner le spectacle et elle fut acquittée. Elle fut une grande vedette à Montréal à la fois pour l'originalité de son numéro, mais aussi par le nombre imposant d'articles la concernant dans les journaux à potins de l'époque. Elle fut donc célèbre, ses spectacles au Théâtre Gayety étaient courus et elle touchait jusqu'à 5 000 dollars par semaine, cachet faramineux pour l'époque.
Pendant son séjour à Montréal, elle a eu plusieurs relations tumultueuses (dont une avec le journaliste montréalais Al Palmer). Mais sa plus célèbre relation demeure celle avec l'ancien joueur de hockey des Red Wings de Détroit, Jimmy Orlando, qui était devenu, à la fin des années 1940, gérant du cabaret montréalais El Morocco. Elle fut la reine de Montréal de 1944 à 1951. Elle y reviendra beaucoup plus tard de 1965 à 1967 pour y découvrir une ville très différente de celle des années 1940.
Dans les années 1940, Lili St-Cyr donne le droit à Raymond Dubé d’utiliser son nom de famille pour son personnage de scène. Lana St-Cyr, personnifiée par ce dernier, est aujourd’hui considérée comme une pionnière dans l’art du drag au Québec,.
Lili St-Cyr joue dans plusieurs films, mais elle n'a jamais été reconnue comme actrice. 
En 1955, avec l'aide d'Howard Hughes, elle a eu son premier rôle important au cinéma en jouant dans le film Le Fils de Sinbad. Le film a été condamné par les militants catholiques. Lili St-Cyr a aussi eu un rôle dans le film de Norman Mailer Les Nus et les Morts, en 1958. Dans ce film, elle joue Jersey Lili, une strip-teaseuse dans un night-club d'Honolulu et une copine d'un soldat qui se vante à ses amis qu'il a peint son tableau dans son sous-sol. Mais sa carrière a été de courte durée, et elle a joué des rôles secondaires en tant que strip-teaseuse. On fait aussi référence à elle dans le film The Rocky Horror Picture Show où l'une des héroïnes dit « God bless Lily St-Cyr ».
Lili St-Cyr est également connue pour ses photographies de pin-up, surtout pour les photos prises par Bruno Bernard, connu professionnellement comme « Bernard de Hollywood », le premier photographe glamour d'Hollywood.
En 1982 elle publie son autobiographie en français : Ma vie de stripteaseuse aux éditions Quebecor. Dans ce livre, elle parle de son amour particulier pour Montréal : «La ville nous transmettait (mes amis et moi) un virus incurable d'admiration pour elle. Nous aimions la ville plus que beaucoup de Montréalais, Nous comprenions tous que Montréal était un joyau qui n'avait pas son pareil ailleurs dans le monde.» Elle dit aussi qu'une promenade en calèche (en été) ou en carriole (en hiver) sur le mont-Royal est vraiment l'activité la plus romantique sur la terre entière.

## Filmographie
- Love Moods (1952)
- Bedroom Fantasy (1953)
- Striporama (1953)
- Varietease (1954)
- Teaserama (1955)
- Son of Sinbad (1955) - Version fr. : Le Fils de Sinbad
- Buxom Beautease (1956)
- The Naked and the Dead (1958) - Version fr. : Les Nus et les Morts
- I Mobster (1958)
- Kiss Me Baby (1960)
- Runaway Girl (1965)

## Sources
- « Lili St-Cyr » (présentation), sur l'Internet Movie Database
- Biographie de Lili St-Cyr
- (en) Biographie de Lili St-Cyr sur American National Biography Online

## Biographies
- En 1982, Lili St-Cyr a publié (avec la collaboration de Louis Jean D'Amour) une autobiographie (écrite directement en français) : Ma vie de stripteaseuse, aux Éditions Québecor
- En 2007, Kelly DiNardo a publié une nouvelle biographie Gilded Lili: Lili St. Cyr and the Striptease Mystique. Back Stage Books, 256 p.